# Karpatski Romi
Karpatski Romi, zajednički naziv za dvije manje etničke romske grupa (Ungrike Romá i Sárvika Romá) nastanjenih pretežno na području sjeverne, istočne i južne Slovačke, i u Bohemiji i Moravskoj, Češka, gdje ih svih skupa ima oko 220,000 tisuća (1980, UBS), ukupno 461,000 u svim zemljama. Ostatak živi u Poljskoj, Rumunjskoj, Mađarskoj (3,000) i Ukrajini, a ima ih i iseljenih u SAD. 
Karpatski Romi govore posebnim jezikom bašaldo ili romungro (karpatsko-romski) koji ima više dijalekata koji su dobili ime prema lokalitetu na kojem su naseljeni. Tradicionalna kultura je nomadska. Putuju uokolo i kraće vrijeme se zadržavaju na jednom mjestu zbog trgovine, prodaje konja, a vješti su i u izradi opeka, oštrenju noževa i poznavanju ljekovitog bilja koje sakupljaju i prodaju. Po vjeri su kršćani.

## Vanjske poveznice
- Katholieke Universiteit Leuven  Arhivirana inačica izvorne stranice od 23. listopada 2007. (Wayback Machine)